# Riksspelmansstämma
Med riksspelmansstämma avses dels ett sammandrag av spelmän från hela landet till en nationell manifestation, såsom på Skansen i Stockholm 1910, 1920, 1927 och 1939 ("Riks-spelmansstämma"), dels sedan 1933 ett evenemang där riksspelmän utses efter uppspelning inför en jury för att erhålla Zorns silvermärke ("Riksspelmans-stämma"). Riksspelmansstämmor avhålls vanligen i samband med etablerade spelmansstämmor eller andra etablerade folkmusikarrangemang, men inte alltid.
2010 jubilerades den första riksspelmansstämman 1910. Alla landets riksspelmän inbjöds att deltaga i en jubileumsmanifestation på Skansen i Stockholm. Även denna kom att kallas riksspelmansstämma fast inga uppspelningar för Zornmärket ägde rum i anslutning till den. Evenemanget kallades även "Århundradets spelmansstämma". I samband med denna avhölls även spelmanstävlingen VM i nyckelharpa 2010.